# Verrières (Aube)
Verrières település Franciaországban, Aube megyében. Lakosainak száma 1888 fő (2022. január 1.). Verrières Bréviandes, Buchères, Clérey, Montaulin, Rouilly-Saint-Loup és Saint-Thibault községekkel határos.

## Népesség
A település népessége az elmúlt években az alábbi módon változott:
| Lakosok száma | 453  | 1414 | 1728 | 1692 | 1842 | 1892 | 1870 | 1858 | 1858 | 1888 |
|               | 1968 | 1982 | 1990 | 2006 | 2013 | 2015 | 2017 | 2019 | 2020 | 2022 |